# Пименов, Николай Васильевич (монтажник)
Никола́й Васи́льевич Пи́менов (1 августа 1914 — 23 ноября 1994) — бригадир монтажников строительно-монтажного управления на стройках в Сибири, Герой Социалистического Труда.

## Биография
Родился в крестьянской семье.
Окончил 6 классов в родном селе. В 1927 году семья переехала в Юргу. В 1933 году начал трудовую деятельность.
В 1941 году, после начала Великой Отечественной войны, ушёл на фронт. 8 мая 1945 года награждён Орденом Красной Звезды. После окончания войны демобилизовался в звании старшины.
Работал на стройках Красноярска, Новокузнецка, Кемерова. В 1950 году пришёл на работу в Новосибирск в трест «Стальмонтаж-3». В 1953 году стал бригадиром монтажников в строительно-монтажном управлении № 469 (СМУ-469) треста «Стальмонтаж-3» в Красноярске. (Сейчас ЗАО «Стальмонтаж», г. Красноярск). Участвовал в строительстве красноярских завода металлоконструкции, шинного, комбайнового, химволокна, оперного театра. При строительстве одного из заводов его бригада победила во Всесоюзном социалистическом соревновании. 9 августа 1958 года Пименову было присвоено звание Героя Социалистического Труда с вручением ордена Ленина и медали «Серп и Молот».
В 1977 году на базе СМУ-469 был создан трест «Красноярскстальконструкция», в котором Пименов сначала работал мастером, а впоследствии стал заместителем начальника управления. Пименов был депутатом Красноярского городского и Кировского районного города Красноярска Советов депутатов. В 1963 году Пименов участвовал в работе XIII съезда профсоюзов. Избирался членом президиума краевого комитета профсоюза строителей.
В 1985 году ушёл на пенсию. Умер в Красноярске 23 ноября 1994 года.

## Награды
- Медаль «Серп и Молот» (9 августа 1958);
- Орден Ленина (9 августа 1958);
- Орден Отечественной войны 2-й степени (11 марта 1985);
- Орден Красной Звезды (8 мая 1945)[1];
- медали.

## Память
9 августа 2013 года в сквере Строителей в Красноярске состоялось открытие аллеи Славы Героев труда, Заслуженных строителей России и Заслуженных архитекторов России. В обновленном сквере появилась гранитная стена с узнаваемыми архитектурными силуэтами Красноярска. В качестве окон в зданиях использованы бронзовые таблички с именами заслуженных архитекторов и строителей города.